# Walter Fliess
Walter Fliess (geboren 31. Dezember 1901 in Großmühlingen; gestorben 19. Februar 1985 in Great Bookham, Surrey) war ein deutsch-britischer sozialistischer Politiker.

## Leben
Walter Fliess wuchs in einer jüdischen Familie auf, gehörte aber in späteren Jahren keiner Religionsgemeinschaft mehr an. Er war ein Sohn des Josef Fliess (1868–1934) und der Hedwig Obermeyer (1875–1958) und hatte zwei Geschwister. Fliess beendete mit sechzehn Jahren die Realschule und machte in Magdeburg eine Lehre. Er schloss sich dem Jung-Jüdischen Wanderbund an. Von 1921 bis 1923 besuchte er die Höhere Maschinenbauschule in Magdeburg und war als Ingenieur unter anderem bei der Interallierten Kontrollkommission tätig, die die Rüstungsdemontage gemäß dem Versailler Vertrag überwachte. Er heiratete 1924 Jenny Marwilski (1901–1969), sie hatten eine Tochter, die von den Eltern getrennt bei Minna Specht im Internat Walkemühle und dessen Nachfolgeeinrichtungen im Exil in Dänemark und Großbritannien aufwuchs.
Fliess engagierte sich im Internationalen sozialistischen Jugendbund (IJB) von Leonard Nelson, wurde Mitglied der SPD und 1925 Bezirksleiter der Jusos im Bezirk Oberrhein. Als die SPD wegen der politischen Konkurrenzsituation die IJB-Mitglieder ausschloss, wurde Fliess Mitgründer der Parteiorganisation des Internationalen Sozialistischen Kampfbundes (ISK) und deren Gebietsobmann im Raum Köln. 1930/31 besuchte er die Schule des ISK Walkemühle, zeitgleich mit Hanna Fortmüller, der Sekretärin von Willi Eichler. Fliess und seine Frau betrieben ab 1931 eine vegetarische Gaststätte in Köln, Überschüsse aus dem Geschäft gingen an den ISK.
Nach der Machtübergabe an die Nationalsozialisten 1933 tauchte er unter und ging Ende 1933 in die Niederlande und von dort nach England. Fliess und seine Frau gründeten in London erneut eine vegetarische Gaststätte in der Nähe des Leicester Square und entwickelten daraus ein Filialunternehmen, das sie 1957 aus gesundheitlichen Gründen verkaufen mussten. Fliess geriet nach Kriegsbeginn als Enemy Alien in Internierungshaft und wurde 1940 auf der Dunera nach Australien verschifft, kam aber schon 1941 zurück. Er wirkte an der deutschsprachigen Rundfunkpropaganda des BBC mit. Er engagierte sich in der Landesgruppe Deutscher Gewerkschafter in Großbritannien und der Union Deutscher Sozialistischer Organisationen in Großbritannien und beteiligte sich an der programmatischen Diskussion über die Gewerkschaftsarbeit in einem Nachkriegsdeutschland. 1947 erhielt er die britische Staatsbürgerschaft.
Nach Kriegsende war er 1947/1948 Leiter der Abteilung „German Organisations“ bei der Britischen Militärverwaltung im besetzten Deutschland mit Sitz in Minden und von 1948 bis 1950 Berater beim Zweizonenkontrollamt (Bipartite Control Office BICO) in Frankfurt am Main. Fliess kehrte nach England zurück und engagierte sich in der Labour Party und in der Kommunalpolitik. Er war von 1957 bis 1960 Abgeordneter im Middlesex County Council und von 1963 bis 1970 Vorstandsmitglied und Bildungsausschussvorsitzender der Regionalorganisation der Labour Party für Großlondon. Er scheiterte im Wahlbezirk Harrow zweimal knapp als Labour-Kandidat für den London County Council. Nach dem Tod seiner Frau 1969 lebte er in Great Bookham, Surrey.

## Schriften (Auswahl)
- Die Wirtschaft im neuen Europa. Hrsg.: ISK, Internationaler Sozialistischer Kampf-Bund. Welwyn Garden City: Renaissance Publishing Co., 1943
- Ernst Friedrich Schumacher; Walter Fliess: Betrachtungen zur deutschen Finanzreform. Im Auftrag der "Union Deutscher Sozialistischer Organisation in Grossbritannien". London: Sander, 1945